# Nordwestbahnstraße (Wien)
Die Nordwestbahnstraße ist eine 1,2 km lange Wohn- und Gewerbestraße, die zum kleineren Teil im 2. Wiener Gemeindebezirk (Leopoldstadt) und zum größeren Teil im 20. Bezirk (Brigittenau) liegt. Sie verläuft an der westlichen Seite des ehemaligen Wiener Nordwestbahnhofs. Sie beginnt im stadtzentrumsnäheren Bereich bei der Verkehrsfläche Am Tabor an der äußeren Taborstraße nahe beim Augarten, T-kreuzt die Wallensteinstraße und endet im Norden bei der Leipziger Straße bzw. der Hellwagstraße. Durch die geplante Bebauung des Nordwestbahnhofgeländes wird sich die rechte Straßenseite in den 2020er Jahren massiv verändern.

## Lage und Charakteristik

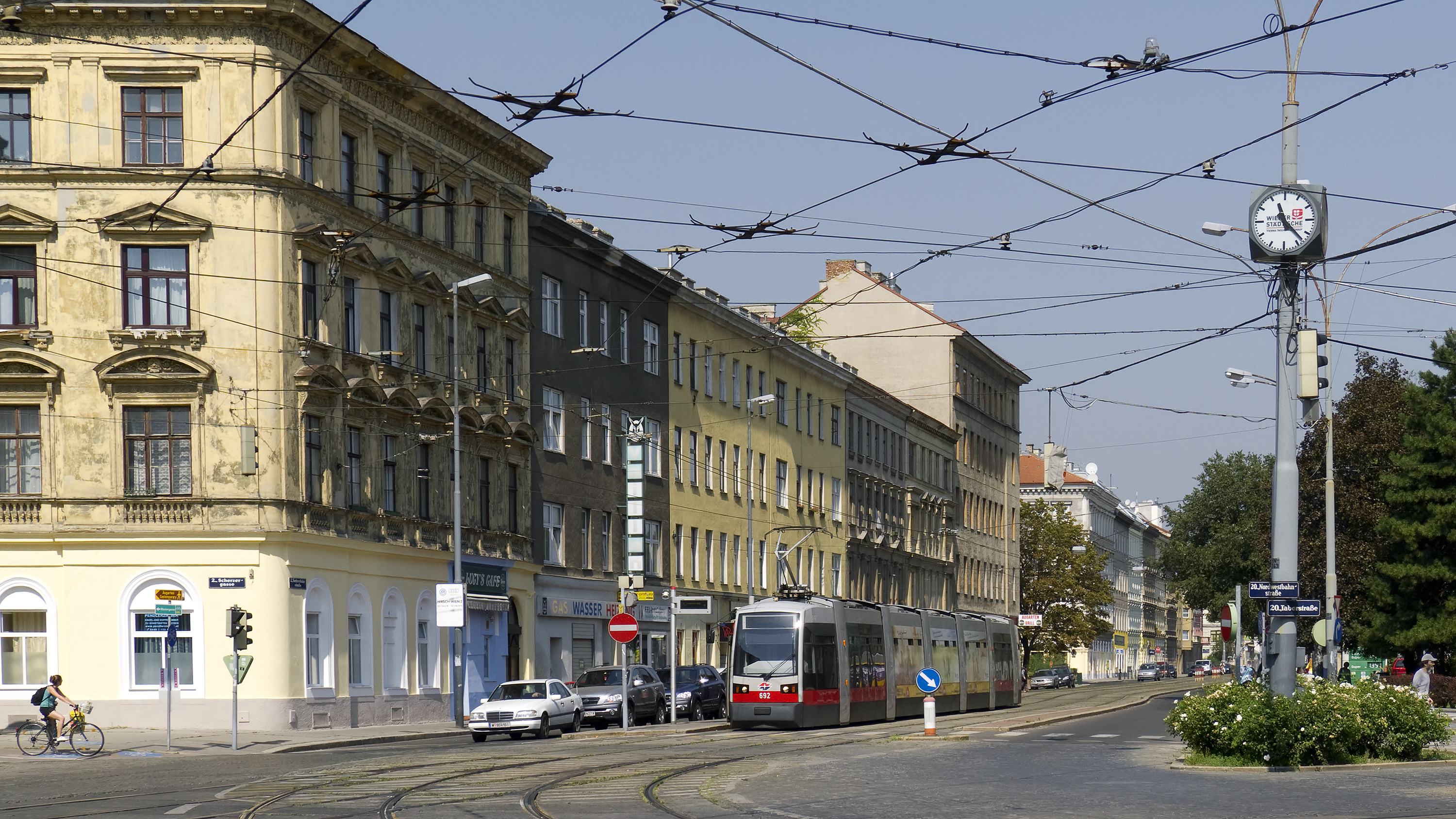
Beginn der Nordwestbahnstraße im 2. Bezirk

Die nordnordwestlich verlaufende Straße liegt am Rand des historischen Kerns der alten Brigittenau und beginnt in der Nähe des Augartens, der zum 2. Bezirk zählt. Die Straße beginnt am stadtzentrumsnächsten Ende des Nordwestbahnhofgeländes, an einer Kreuzung, an der Taborstraße, Am Tabor sowie Scherzergasse zusammentreffen. Nach rund 200 m Straßenverlauf besteht westlich die kurze Nordpolstraße mit einem repräsentativen Eingang zum Augarten. Der zentrumsnächste westliche Straßenteil mit Altbauten bis zur Hausnummer 35A am Rabbiner-Schneerson-Platz, wo die Rauscherstraße abzweigt, gehört zum 2. Wiener Gemeindebezirk. Die auf der rechten Straßenseite gegenüberliegenden ÖBB-Wohnhäuser sowie das Nordwestbahnhofgelände sind Teil des 20. Bezirks. Am Rabbiner-Schneerson-Platz steht noch das alte, aufgelassene Bahnhofspostamt 1204 (Nr. 6), zuvor mit Postleitzahl 1200 Hauptpostamt des 20. Bezirks.
Im nördlichen Teil der Straße, bis zur höchsten Orientierungsnummer 101, stehen an der linken Straßenseite Wohn- und Gewerbegebäude. An der rechten, zum ehemaligen Bahnhof liegenden Straßenseite, die aktuell höchste gerade Hausnummer ist 16, liegt das Gelände mit zum Teil noch aktiven Unternehmen. Es sind aber auch schon erste Brachflächen an den Stellen, wo früher die BP-Tankstelle und Böhler waren. Die ÖBB wollten bis Jahresende 2017 sämtliche Pachtflächen kündigen, um das Bahnhofsgelände als Stadtentwicklungsbiet verkaufen zu können.
Etwas nördlich der Mitte der Straßenlänge zweigt von der Nordwestbahnstraße nach Westen die Hauptstraße der Brigittenau ab, die Wallensteinstraße. Die Nordwestbahnstraße endet an der Kreuzung mit der Pappenheimgasse, der Leipziger Straße und der Hellwagstraße, die die noch bestehende Bahntrasse unterquert und in den Stadtteil Zwischenbrücken Richtung Millennium Tower führt. Die ursprünglich geplante Weiterführung der Nordwestbahnstraße bis zur Stromstraße, schon 1898 auf dem Stadtplan, wurde bis jetzt nicht gebaut.

## Geschichte

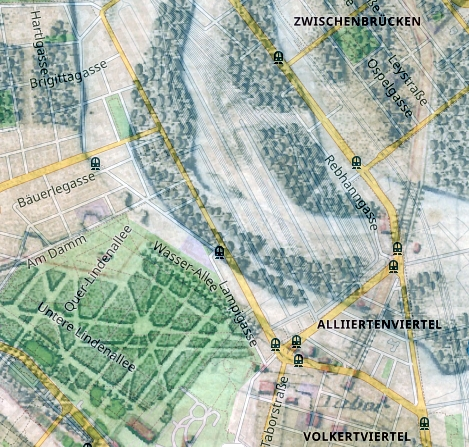
Gebiet um 1770

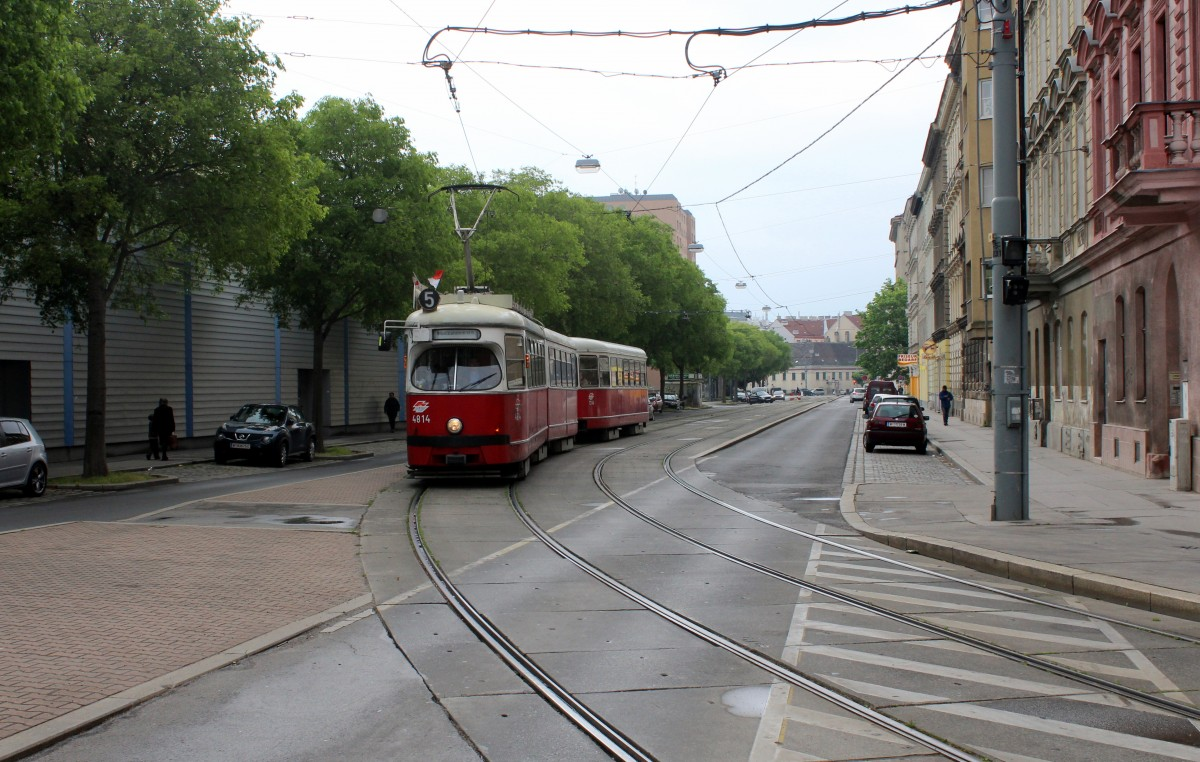
Straßenbahn der Linie 5 beim Abbiegen in die Rauscherstraße

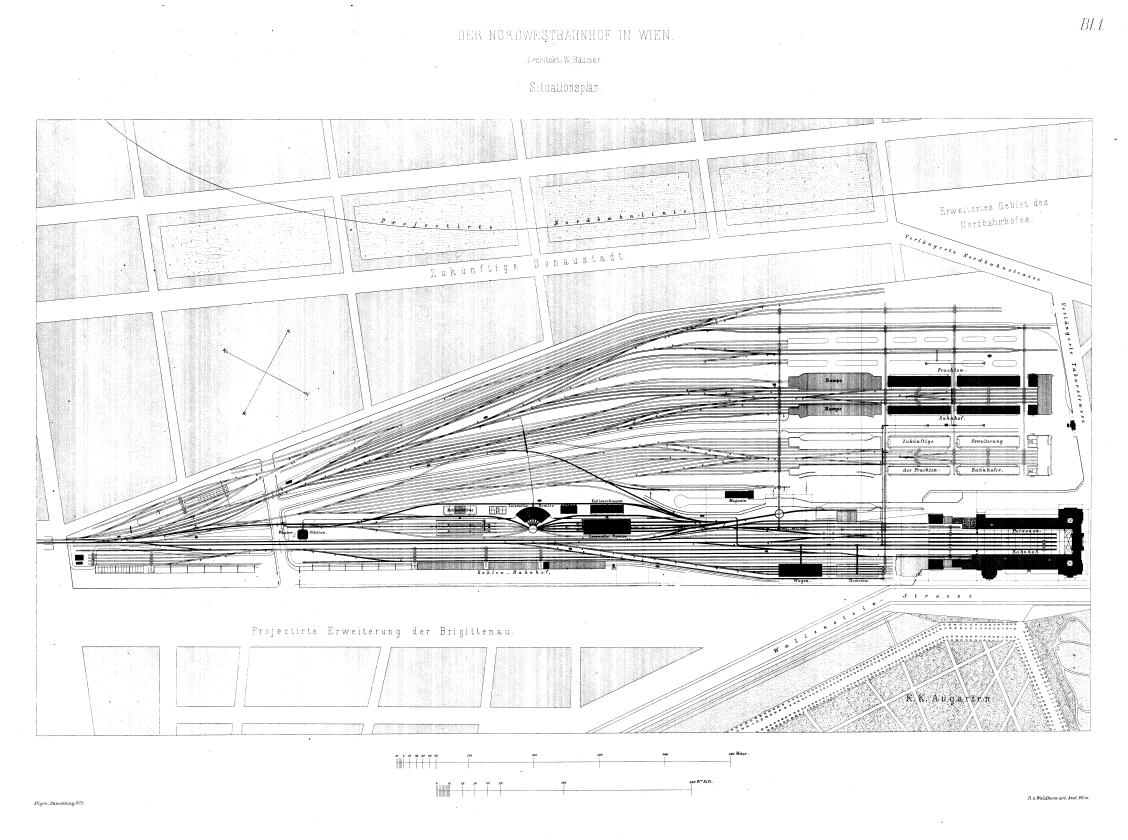
1873 zählte der südliche Straßenteil noch zur Wallensteinstraße

In der Zeit vor der Wiener Donauregulierung in den 1870er Jahren konnte das Gebiet, auf dem die Nordwestbahnstraße verläuft, durch die immer wiederkehrenden Überschwemmungen wirtschaftlich nicht intensiv genutzt werden. Die ersten bekannten Grundbesitzer waren die Babenberger im 11. Jahrhundert. Um 1096 schenkte Leopold III. große Flächen der Brigittenau dem von ihm gegründeten Kloster St. Maria Nivenburg (Klosterneuburg), dem heutigen Stift Klosterneuburg. Noch immer besitzt das Stift Grundstücke an der Nordwestbahnstraße. Die vor der Donauregulierung weitgehend unberührte, sich durch den Fluss stetig verändernde Aulandschaft war auch kaiserliches Jagdgebiet. Ab 1650 wurde unter Ferdinand III. eine erste Gartenanlage zu einem bestehenden Jagdschloss angelegt, aus der später der Augarten hervorging. Der südliche Bereich der Nordwestbahnstraße vom Fahnenstangenwasser bis weit in den heutigen Augarten hinein gehörte damals zum Garten des Grafen Johann Franz von Trautson. In den 1660er Jahren wurden die Trautson’schen Gärten von den Habsburgern dazugekauft. Die Gegend war nicht nur wegen des Wassers unsicher, sondern auch aufgrund ihrer militärisch exponierten Lage weit außerhalb der Stadtmauern. Während der Zweiten Wiener Türkenbelagerung 1683 wurden alle Anlagen im Augarten zerstört.
Im 17. Jahrhundert war das Fahnenstangenwasser, als der am nächsten an der Stadt liegende Hauptarm der Donau, für die Güterversorgung der Stadt sehr wichtig. Der Donaukanal, damals noch Wiener Kanal, war durch unzählige Hochwässer seit dem Mittelalter zu einem wasserschwachen Nebenarm verkommen. Am augartenseitigen Ufer des Fahnenstangenwassers wurde das über den Fluss angelieferte Holz abgeladen. Fahnenmasten zeigten den Schiffen und Flößen die Anlegestellen und den Bewohnern der Stadt, dass Holz da ist. Damals hieß die Nordwestbahnstraße noch Augartendamm und lag im Werd (= Insel im Strom).
Anfang des 18. Jahrhunderts war das Fahnenstangenwasser nur mehr ein stehendes Gewässer. Auf der Karte von Roscher aus dem Jahr 1806 entspricht die westliche Seite der Nordwestbahnstraße etwa dem Ufer des Fahnenstangenwassers. Am Tabor, bei der heutigen Johannes-Nepomuk-Kapelle, gab es ein „Kaltes Donau Baad“, auf der Höhe der Adolf-Gstöttner-Gasse ein weiteres Fluss-„Baad“. Etwa auf Höhe der Waldmüllergasse stand in einem kleinen Nebenarm noch eine Schiffmühle. 1831 wurde noch eine Bogenbrücke über das Fahnenstangenwasser erwähnt. Die Wandlung zum Freizeitgebiet wird durch das Entstehen von Einrichtungen wie dem Vergnügungsetablissement Universum sichtbar, das etwa dort stand, wo sich heute die ÖBB-Wohnhäuser befinden. Die Gegend war auch für illegale Hundekämpfe reicher Industriellensöhne bekannt.
Schon vor der Regulierung der Donau ab 1868 zur Gewinnung von Land für Bahnanlagen und Industriebetriebe wurde das Fahnenstangenwasser immer weiter zugeschüttet. Mit der k.k. privilegierten Österreichischen Nordwestbahn wurde für den Bau des Bahnhofes wegen der Überschwemmungsgefahr und der Auffüllung der Donaunebenarme umfangreiche Aufschüttungen notwendig. Im Zuge dieser Arbeiten entstand wohl auch die Trasse der heutigen Nordwestbahnstraße; auf der Landkarte aus den 1770er Jahren befanden sich hier Land und Wasserarme. Das Erdreich für die Aufschüttungen wurde mit einer eigenen Feldbahn über den Donaukanal von Heiligenstadt her antransportiert.
1872 wurde der Nordwestbahnhof eröffnet. Augenscheinlich bürgerte sich der Name Nordwestbahnstraße nach und nach ein. Auf einem Plan von 1873 ist sie im südlichen Teil noch als Wallensteinstraße bezeichnet. 1876 scheint die Nordwestbahnstraße erstmals in Adolph Lehmanns Wiener Adressbuch auf. Die stärkere Besiedlung der Brigittenau führte zur Neustrukturierung der Straßen und dem Verschwinden des alten Damms zum Augarten hin, der Augartenpalais und barocke Gartenanlage vor Hochwasser schützte. Um 1872 war die Straße in der Umgebung des Nordwestbahnhofs noch in der Entwicklungsphase. Es hieß, die Wallensteinstraße sei noch unreguliert, unbeleuchtet und kaum bebaut. Sie reichte damals allerdings bis zum Tabor. Erst 1876 erfolgte die Aufteilung in Rauscherstraße und (untere) Nordwestbahnstraße.
Zur Zeit der offiziellen Namensgebung, 1876, lag die Straße noch zur Gänze in der Leopoldstadt. Dies änderte sich erst im Jahr 1900 durch die Abtrennung des neuen Bezirks Brigittenau. Der um 1900 auf einem Stadtplan bereits wie fertiggestellt gezeichnete Abschnitt der Straße von der Leipziger Straße nordwärts zur Stromstraße wurde in der Realität bis heute nicht errichtet.
Im Zuge der Donauregulierung wurde auch eine in der Au befindliche Statue von Johannes Nepomuk hierher versetzt; sie befindet sich nunmehr im Hof des Hauses Nr. 45.
Durch die Straße verkehrte seit 1873 die Pferdetramway und seit 1897 die erste elektrisch betriebene Straßenbahnlinie Wiens, seit 1907 und bis heute als Linie 5 (Westbahnhof–Praterstern) bezeichnet; sie verband damals vier Kopfbahnhöfe des von Wien ausgehenden Eisenbahnnetzes (Westbahnhof, Franz-Josefs-Bahnhof, Nordwestbahnhof, Nordbahnhof). Seit 1928 verkehrte außerdem die Linie 31/5 (eine Kombination von Teilen der Linien 5 und 31), seit 1996 Linie 33 genannt (heute U-Bahn-Station Josefstädter Straße–Friedrich-Engels-Platz / Floridsdorfer Brücke) über die Friedensbrücke.
1904 waren die Gleisanlagen noch viel näher an der westlichen Straßenseite. Die Johannes-Nepomuk-Kapelle stand noch mitten auf der Kreuzung Am Tabor und Nordwestbahnstraße. Die Linie 5 kam (bis in die 1960er Jahre) über die Trunnerstraße zum Nordwestbahnhof und von dort in die Nordwestbahnstraße. Nach dem k.k. Post-Amt, wo sich gegenwärtig ein Supermarkt befindet, gab es eine Remise. Auf der Höhe der Wallensteinstraße waren Gedeckte Kohlenrutschen bzw. die Lokomotiv Remise zum Drehen der Loks.

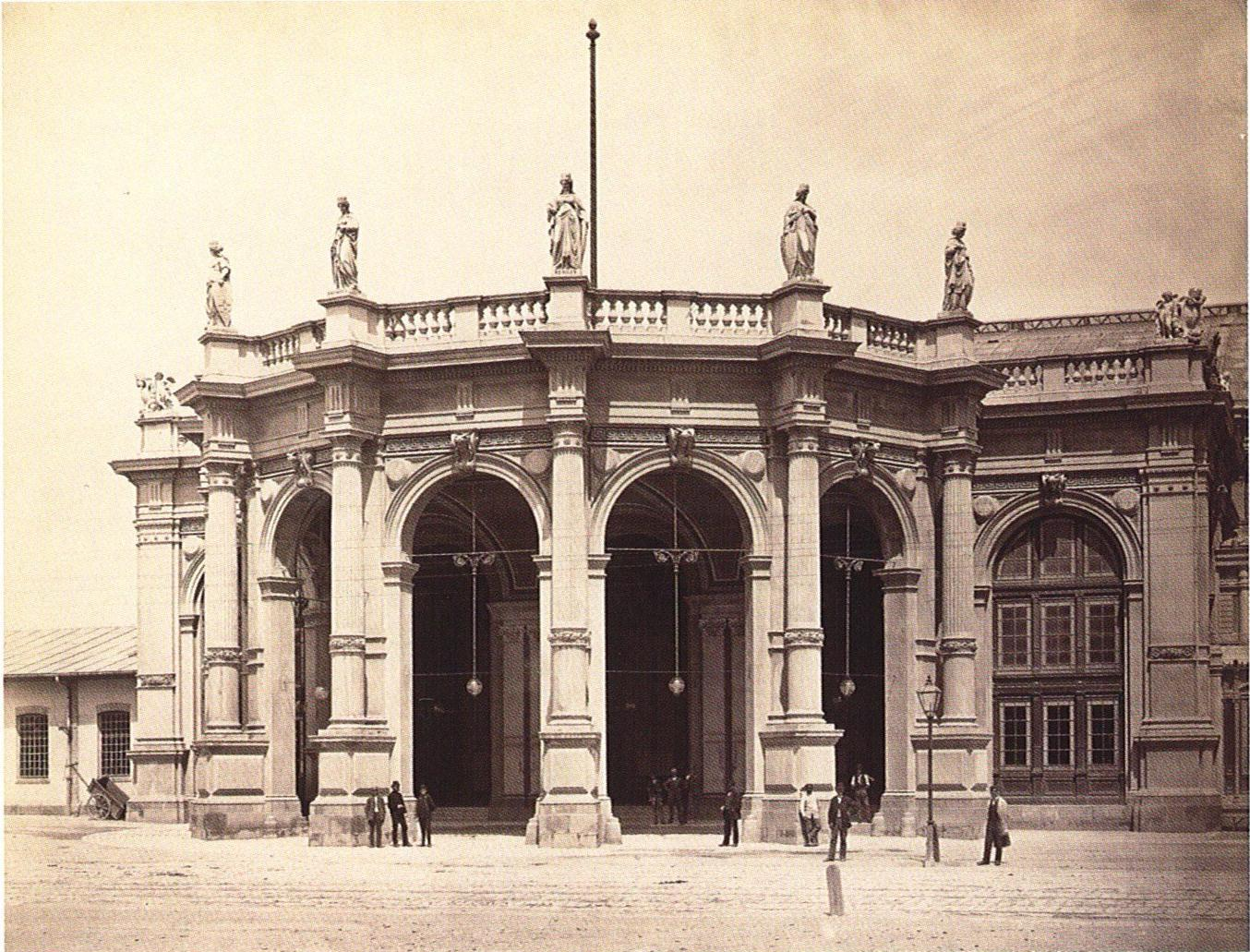
Abfahrtshalle des Nordwestbahnhofs, zerstört um 1945

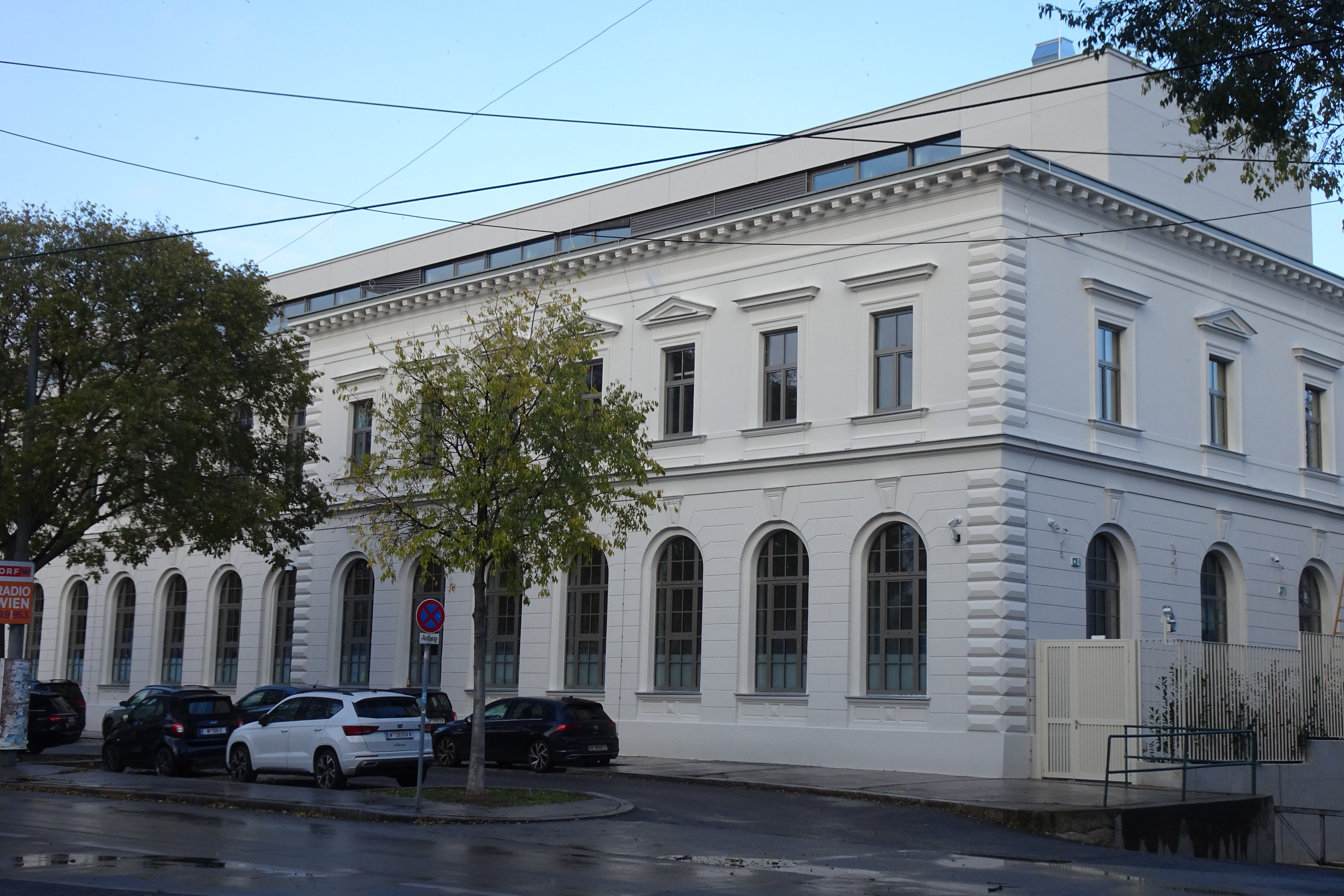
Letzter Rest des Nordwestbahnhofs: das geschlossene Postamt 1204, nach 2020 entkernt und mit rekonstruierter Fassade umgebaut

Das einstmals schönste Gebäude in der Nordwestbahnstraße war die Abfahrtshalle des Nordwestbahnhofs. Die großräumige halbrunde Vorhalle wurde durch sowjetischen Beschuss 1945 zerstört und nicht wieder aufgebaut. Sie lag auf Höhe der Nordpolstraße (Nordwestbahnstraße Nr. 2–4). Am Dach waren allegorische Figuren für die Städte angebracht, die durch die Nordwestbahn näher an Wien gerückt sind. Das waren Dresden, Leipzig, Breslau, Berlin, Hamburg und Bremen. Daneben gab es vier Kindergruppen mit den Wappen von Niederösterreich, Böhmen, Wien und Prag. Gestaltet waren die Figuren aus St. Margarethener Kalksandstein vom Bildhauer Franz Melnitzky. Die gewölbeartige Decke wurde mit Schilden verschiedener Allegorien und den Namen von Fachmännern vom Maler Pietro Isella aus Morcote gestaltet.
Das Gebäude war innenarchitektonisch sehr elegant ausgestattet und vom Stuttgarter Architekturprofessor Wilhelm Bäumer bis ins Detail geplant. Es gab reichlich kassettierte Decken, reiche Wandmalereien, Tapeten und Pilaster sowie exquisite Beleuchtungskörper. Der Maler Hermann Burghart gestaltete den Wartesalon der 1. Klasse, in dem Städte und Ansichten der Nordwestbahn zu sehen waren. Die Bildhauer Franz Schönthaler und Rudolf Winder waren im Hofsalon tätig. Der Bahnhof war schließlich auch der logische Ankunftsort des deutschen Hochadels in Wien. Für das normale Volk gab es die Wartesäle für die II. und III. Klasse.
1924 wurde im Nordwestbahnhof auf Grund der veränderten politischen Lage nach dem Ersten Weltkrieg die Personenabfertigung wegen der gesunkenen Fahrgastzahlen eingestellt und zum Nordbahnhof verlagert. Damit einhergehend wurde es in der unteren Nordwestbahnstraße ruhiger. Die nutzlos gewordene Bahnhofshalle wurde nur mehr für politische und sportliche Veranstaltungen genutzt. 1927 gab es vorübergehend Schifahren im „Schneepalast“. Nach dem „Anschluss“ Österreichs hielten Hermann Göring sowie Adolf Hitler, Joseph Goebbels und andere NS-Spitzenpolitiker am 9. April 1938, dem Tag vor der „Volksabstimmung“ über die Eingliederung Österreichs in das Deutsche Reich, in der Bahnhofshalle Propagandareden. Die bald darauf im Bahnhof gezeigte antisemitische Ausstellung „Der ewige Jude“ sollte die begonnenen Judenverfolgungen legitimieren.
Während des Krieges nutzte die Wehrmacht das Gebäude als Lager. 1943 wurde der Personenverkehr vorübergehend wieder aufgenommen. Durch sowjetischen Artilleriebeschuss im Zuge der Wiener Operation im April 1945 wurde der Nordwestbahnhof kurz vor Kriegsende schwer beschädigt. Das Empfangsgebäude wurde 1952 abgetragen. Trotzdem wurden nach dem Krieg die Züge der Nordbahn hier abgefertigt, denn diese war durch die Sprengung der Nordbahnbrücke unterbrochen; die Nordwestbahnbrücke (Nordbrücke) war hingegen bereits am 25. August 1945 wieder befahrbar. Die sowjetische Besatzungsmacht benötigte eine Eisenbahnverbindung nach Russland, weshalb das Gelände auch unter geheimer Beobachtung des Informationsdiensts der Vereinigten Staaten (USIS) stand. 1959, als der neue Bahnhof Praterstern der Nordbahn in Betrieb ging, wurde die Personenabfertigung auf dem Nordwestbahnhof endgültig eingestellt.
Das Gelände des Nordwestbahnhofs wurde in den 1970er Jahren zu einem damals modernen Güter- und Containerterminal mit Krananlagen und Lagerhäusern ausgebaut. Aus der Nordwestbahnstraße gibt es in das Gelände zwei Nebeneinfahrten, eine auf der Höhe der Adolf-Gstöttner-Gasse und eine bei der Waldmüllergasse. Bis zum Lkw-Parkverbot Anfang der 1990er Jahre war die Nordwestbahnstraße geprägt durch im Bahnhofsumfeld abgestellte Lkws.
Der Nordwestbahnhof war nun, obwohl zweitgrößter unter den ursprünglich sechs Wiener Kopfbahnhöfen, durch den schon vor langer Zeit eingestellten Personenverkehr aus dem Bewusstsein der Wiener verschwunden. Der Betrieb als Frachtenbahnhof wurde nur von den Anrainern wahrgenommen. Der bekannteste Ort war das 2012 geschlossene Postamt 1204 auf Nummer 6 als letzter verbleibender Rest des alten Bahnhofs, der gegenwärtig dem Verfall preisgegeben ist.

## Zukunft

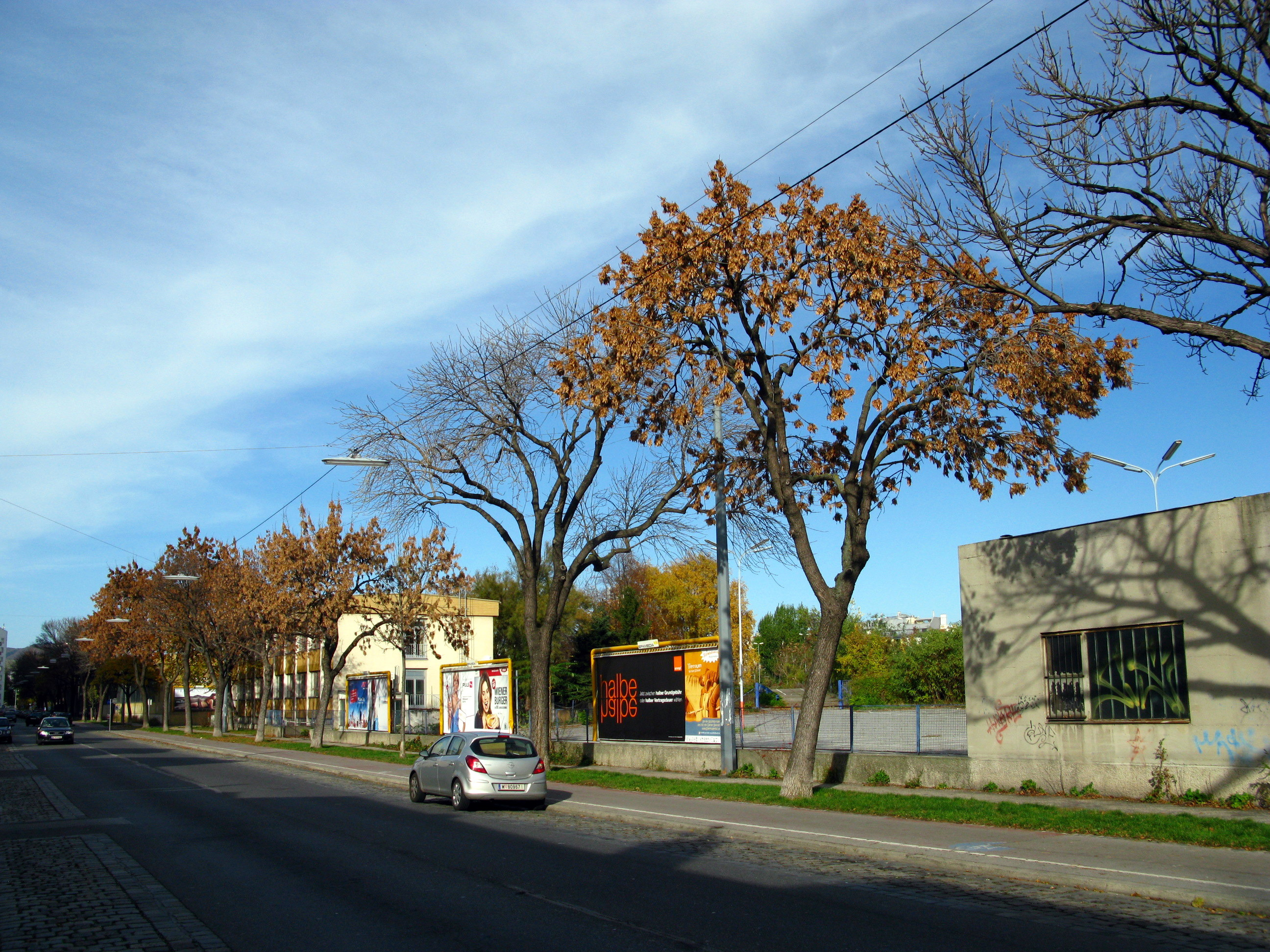
Nordwestbahnstraße, auf der östlichen Straßenseite weitgehend unverbaut

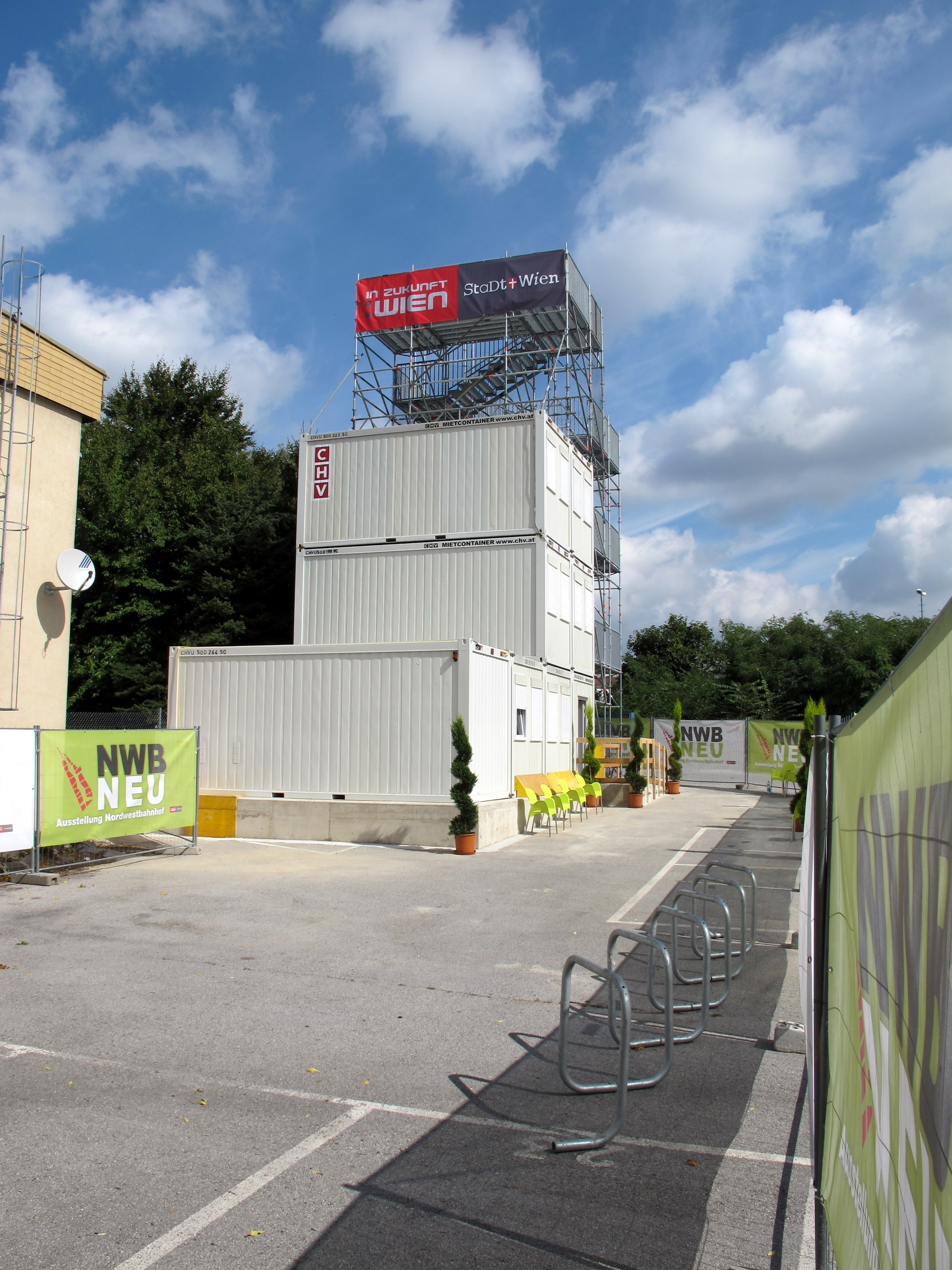
Besucherplattform Projektausstellung 2010

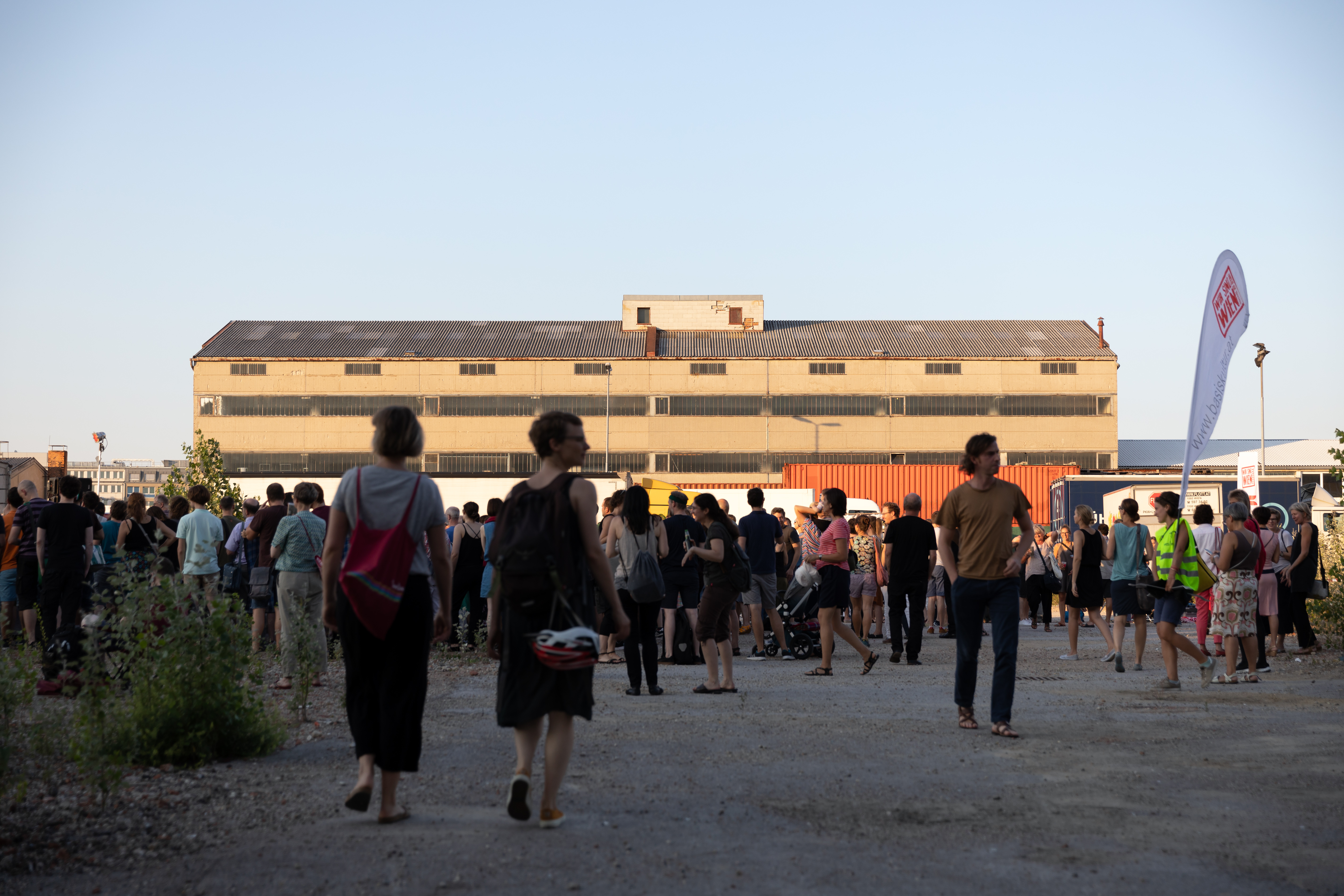
Besucher eines „Baulückenkonzerts“ an der Nordwestbahnstraße (Wir sind Wien 2018)

Da die Grundstücke auf der rechten, östlichen Seite der Nordwestbahnstraße fast vollständig im Besitz der ÖBB stehen, hängt das zukünftige Erscheinungsbild der Straße maßgeblich von der Zukunft des Nordwestbahnhofgeländes ab. Der Betrieb eines innerstädtischen Frachtenbahnhofs ist seit Jahrzehnten anachronistisch, sowohl in Hinblick auf die Grundstücksnutzung als auch die Lärmentwicklung. Die Bewohner aus dem Umfeld des Bahnhofs berichteten in der Vergangenheit immer vom nächtlichen Lärm durch Verschubaktivitäten.
An der Stelle des Nordwestbahnhofes soll ab 2020 ein neues Stadtviertel auf ca. 44 Hektar entstehen, das um eine „Grüne Mitte“ gruppiert ist. Bis Mitte 2007 wurde ein erstes Städtebauliches Leitbild entwickelt. Auf dessen Grundlage fand im März 2008 ein Architekturwettbewerb statt, bei dem das Schweizer Büro ernst niklaus fausch Architekten den ersten Preis gewann. Für die Nordwestbahnstraße bedeutet dieses Konzept, dass sie aufgrund ihrer Lage zur wichtigsten Zubringerstraße zum Gelände wird. Zur Nordwestbahnstraße hin sind vor allem etwa siebenstöckige Wohngebäude in Blockrandbebauung vorgesehen, die durch noch zu realisierende Stichstraßen getrennt sind. Geplant ist der Ausbau bzw. Bau neuer Kreuzungen mit Tiefgarageneinfahrten. Eine in dieses Gebiet führende neue Straßenbahnstrecke soll die Nordwestbahnstraße auf Höhe Wallensteinstraße kreuzen.
Das alte Postamtsgebäude auf Nr. 4–6 bleibt erhalten. Die jüdische Privatschule „Lauder Chabad Campus“ saniert und erweitert das Gebäude im historischen Stil. Die Fläche zwischen Nordwestbahnstraße, Adolf-Gstöttner-Gasse und Heistergasse wird mit Wohnungen und Betrieben neu bebaut. In diesem Areal befand sich über Jahrzehnte das Autohaus Stahl, gegründet in den 1950er Jahren. Ebenfalls im Gebäudekomplex war der bekannte Balkan Club Viva.